# Future Stars
Future Stars FC ist ein Fußballverein auf den Bahamas. Der Verein spielt in der Saison 2017/18 in der BFA Senior League, der höchsten Spielklasse des Fußballverbands der Bahamas.